# Антимонопольна політика
Антимонопольна політика (демонополізація економіки та розвиток конкуренції)  — економічна політика, спрямована на запобігання монопольній діяльності, її обмеження та припинення, а також на розвиток конкуренції.
Антимонопольна політика в умовах недопущення проявів дискримінації одних суб'єктів іншими, насамперед у сфері монопольного ціноутворення та за рахунок зниження якості продукції, послуг, сприяння зростанню ефективної соціально орієнтованої економіки.